# Richard Teufel
Richard Teufel (* 8. Juli 1897 in Coburg; † 3. November 1958 ebenda) war ein deutscher Architekt und Kunsthistoriker.

## Leben
Teufel wurde 1897 als Sohn des Straßenmeisters Johann Teufel geboren. Nach dem Abitur studierte er 1916 zuerst ein Semester an der Herzoglichen Baugewerksschule in Coburg, anschließend neun Semester Architektur an der Technischen Hochschule München. Dem Diplom folgte 1922 die Promotion an der TH München mit dem Thema „Die Wallfahrtskirche Vierzehnheiligen“.

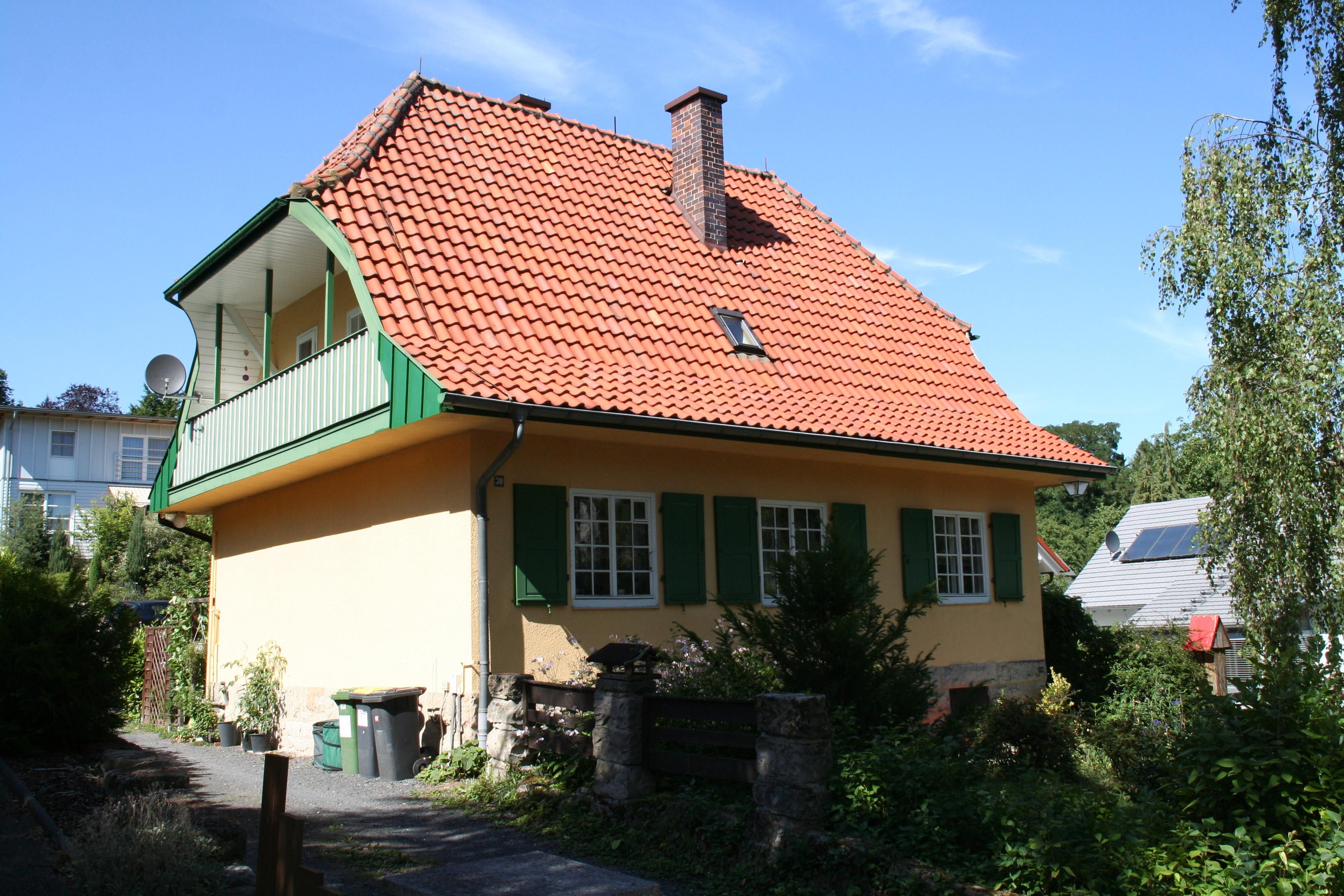
Wohnhaus Rummental 30,
Entwurf 1926

Nach Stationen in Bayreuth und Hof arbeitete er ab 1923 als selbstständiger Architekt in Coburg und entwarf unterschiedliche Hochbauten im Coburger Land, in Lichtenfels, Bamberg, Hildburghausen und Römhild.
Ab 1932 lehrte Teufel aushilfsweise und ab 1946 als ständiger Dozent an der Coburger Staatsbauschule. Er war Verfasser mehrerer Werke über die baugeschichtlichen Denkmäler des Coburger Landes, die Basilika Vierzehnheiligen, das Kloster Banz und das Schloss Weißenstein. Ehrenamtlich war Teufel ab 1948 für die Coburger Landesstiftung tätig, unter anderem als geschäftsführender Vorsitzender. In dieser Funktion gelang es ihm, die Finanzverhältnisse der Stiftung neu zu ordnen. Gemeinsam mit dem Sammlungsleiter machte er die Sammlungen auf der Veste Coburg wieder benutzbar.

## Ehrungen
- 1955: Verdienstkreuz (Steckkreuz) der Bundesrepublik Deutschland